# The Natural History and Antiquities of Selborne

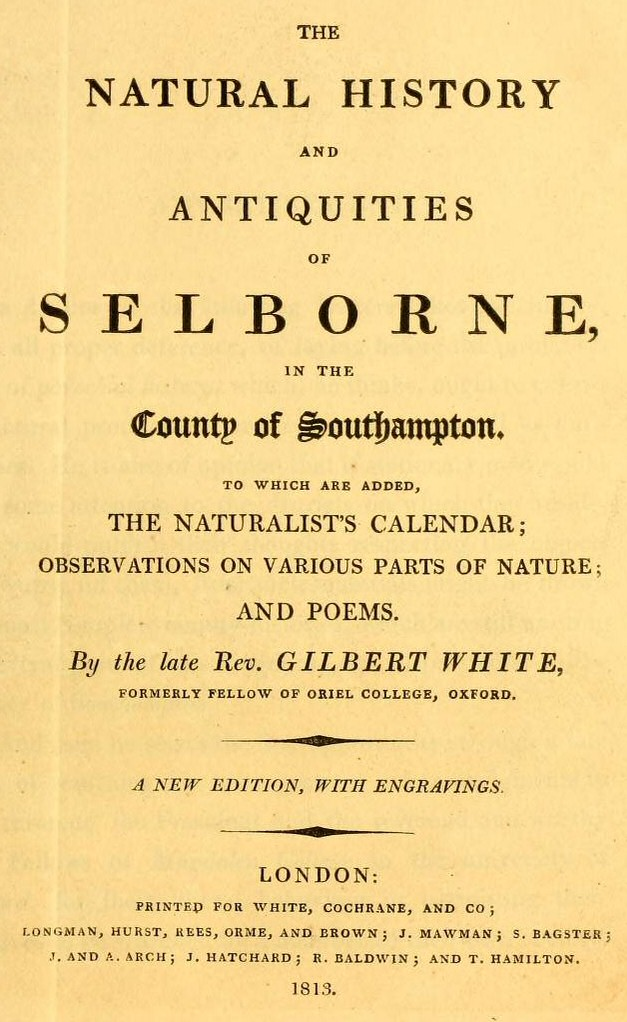
Página de título da Natural History de White, que ele publicou no final da vida.

The Natural History and Antiquities of Selborne (em Portugês: "A História Natural e Antiguidades de Selborne"), ou apenas The Natural History of Selborne foi um livro do pioneiro naturalista inglês e ornitólogo Gilbert White, publicado em 1789.
Foi publicado pela primeira vez em 1789 por seu irmão Benjamin. Tem sido impresso continuamente desde então, com quase 300 edições até 2007.
O livro foi publicado no final da vida de White, compilado de uma mistura de suas cartas a outros naturalistas - Thomas Pennant e Daines Barrington; um 'Calendário do Naturalista' (na segunda edição) comparando observações fenológicas feitas por White e William Markwick das primeiras aparições no ano de diferentes animais e plantas; e observações da história natural organizadas mais ou menos sistematicamente por espécies e grupos. Um segundo volume, reimpresso com menos frequência, cobriu as antiguidades de Selborne. Algumas das cartas nunca foram postadas e foram escritas para o livro.
A História natural de White foi ao mesmo tempo bem recebida pela crítica contemporânea e pelo público, e continuou a ser admirada por uma gama diversificada de figuras literárias dos séculos XIX e XX. Seu trabalho foi visto como uma contribuição inicial para a ecologia e, em particular, para a fenologia. O livro foi apreciado por seu charme e aparente simplicidade, e pela maneira como cria uma visão da Inglaterra pré-industrial.
O manuscrito original foi preservado e é exibido no museu Gilbert White em The Wakes, Selborne.

### Versões do livro (em inglês)
- Biodiversity Library: First edition published in 1789
- Archive.org: 1841 edition (Harper and brothers, Nova York)
- Biodiversity Library: 1813 edition
- Biodiversity Library: 1877 edition editada por Thomas Bell
- Archive.org: 1880 edition (completa com Antiquities)
- Project Gutenberg edition
- Kindle edition (free)